# Юккола, Хели
Хели Юккола (фин. Heli Jukkola; 26 ноября 1979) — финская ориентировщица, многократная чемпионка мира и Европы по спортивному ориентированию.
В 2007 году на чемпионате мира в Киеве разделила первое место на длинной дистанции с другой финской ориентировщицей Минной Кауппи (фин. Minna Kauppi). Длина дистанции составляла около 12 километров с 23 контрольными пунктами и результаты (1:20:17) спортсменок совпали с точности до секунды. Обеим ориентировщицам была вручена золотая медаль чемпионата мира.